# This Is the Sea
This Is the Sea – trzeci album studyjny w dorobku szkockiego zespołu rockowego The Waterboys, którego publikacja miała miejsce we wrześniu 1985 roku, i który okazał się być ostatnim w rozdziale „Big Music” (wczesny dźwięk formacji) zespołu.
Według krytyków muzycznych, krążek był najlepszym dziełem w ich wczesnym rockowym brzmieniu, opisując go jako „epicki” i „decydujący”. Był to pierwszy longplay, który w historii grupy odniósł sukces na listach w Wielkiej Brytanii, gdzie dotarł do 37. miejsca. Na płycie zadebiutował w zespole Steve Wickham grając na skrzypcach w utworze „The Pan Within”, później oficjalnie dołączył do formacji i pojawił się w wideoklipie do piosenki „The Whole of the Moon”. This Is the Sea stał się także ostatnim albumem, w którego nagraniach udział wziął Karl Wallinger, który opuścił zespół, by stworzyć własną formację World Party.
Mike Scott, główny twórca oraz lider The Waterboys, opisał This Is the Sea jako nagranie, w którym osiągnąłem wszystkie moje młodzieńcze ambicje muzyczne, finalna, w pełni świadoma ekspresja wczesnych dokonań zespołu. Płyta była zainspirowana amerykańskim zespołem rockowym The Velvet Underground, drugim albumem Vana Morrisona Astral Weeks (1968), a także dokonaniami Steve’a Reicha. LP zawiera największy komercyjny sukces zespołu, czyli najlepiej sprzedający się singel w historii grupy – „The Whole of the Moon”. Okładkę albumu ozdabia zdjęcie, wykonane przez amerykańską reżyserkę i fotograf, Lynn Goldsmith.

## Lista utworów
Wszystkie kompozycje autorstwa Mike’a Scotta, poza zaznaczonymi.
| 1. | „Don't Bang the Drum” (Scott, Karl Wallinger)  | 6:46  |
|    |                                                |       |
| 2. | „The Whole of the Moon”                        | 4:58  |
|    |                                                |       |
| 3. | „Spirit”                                       | 1:50  |
|    |                                                |       |
| 4. | „The Pan Within”                               | 6:13  |
|    |                                                |       |
| 5. | „Medicine Bow” (Scott, Anthony Thistlethwaite) | 2:45  |
|    |                                                |       |
| 6. | „Old England”                                  | 5:32  |
|    |                                                |       |
| 7. | „Be My Enemy”                                  | 4:16  |
|    |                                                |       |
| 8. | „Trumpets”                                     | 3:37  |
|    |                                                |       |
| 9. | „This Is the Sea”                              | 6:29  |
|    |                                                |       |
|    |                                                | 42:26 |
|    |                                                |       |

## Muzycy
- Mike Scott – wokal, gitara prowadząca, gitara rytmiczna, fortepian, perkusja, syntezator, ustawienie automatu perkusyjnego, dzwonki i efekty
- Anthony Thistlethwaite – saksofon, kontrabas, gitara basowa, mandolina
- Karl Wallinger – syntezator basowy, fortepian, organy, keyboard, syntezator, czelesta, perkusja, wokal w tle
- Steve Wickham – skrzypce
- Marek Lipski – skrzypce
- Roddy Lorimer – trąbka, wokal w tle
- Kevin Wilkinson – gitara basowa, perkusja
- Martin Swain – gitara basowa
- Chris Whitten – perkusja, talerze
- Pete Thomas – werbel
- Martin Ditcham – perkusja
- Max Edie – wokal w tle
- Lu Edmonds – gitara basowa
- Matthew Seligman – gitara basowa

Źródło.